# Iława
Iława (niem. Deutsch Eylauⓘ, prus. Īlawa) – miasto w województwie warmińsko-mazurskim, siedziba powiatu iławskiego. W latach 1975–1998 miejscowość należała administracyjnie do województwa olsztyńskiego.
Iława jest ośrodkiem wypoczynkowym, paraolimpijskim i turystycznym. W lesie pod Iławą znajdują się dwa ośrodki wczasowe Telewizji Polskiej (Sarnówek i Tłokowisko). Z Iławy można dopłynąć do Morza Bałtyckiego poprzez jezioro Jeziorak i unikatowy w skali światowej Kanał Elbląski. Nad jeziorem Silm znajduje się jeden z kilku na świecie ośrodków szkolenia kapitanów żeglugi morskiej i pilotów portowych.
Przed II wojną światową miejscowość nazywana była „Perłą Oberlandu”. Miasto nazywane jest letnią stolicą jazzu tradycyjnego ze względu na najstarszy festiwal tego gatunku muzyki w Europie – Old Jazz Meeting „Złota Tarka”.

## Położenie
Pod względem historycznym Iława położona jest w Prusach Górnych, na obszarze dawnej Pomezanii. Etnograficznie stanowi także część Powiśla.
Według regionalizacji fizycznogeograficznej Polski miasto leży na Równinie Iławskiej, stanowiącej część Pojezierza Iławskiego.
Miasto znajduje się nad Jeziorakiem – najdłuższym jeziorem w Polsce. Przez Iławę przepływają rzeki Iławka i Tynwałd. W obrębie administracyjnym miasta znajduje się największa wyspa śródlądowa w Polsce – Wielka Żuława posiadająca stałe połączenie promowe z miastem.
Iława leży na terenie Zielonych Płuc Polski – obszaru charakteryzującego się czystym powietrzem i różnorodnością systemu przyrodniczego. Od zachodu i północy miasto otacza Park Krajobrazowy Pojezierza Iławskiego.

## Warunki naturalne

Rozmieszczenie terenów zielonych na terenie Iławy

Iława i okolice leżą na pofałdowanych terenach morenowych i sandrowych, wyróżniających się urozmaiconymi formami rzeźby. W obrębie miasta, na jeziorze Jeziorak (najdłuższe jezioro w Polsce oraz szóste co do wielkości) znajduje się wyspa Wielka Żuława z reliktami staropruskiego grodu. W okolicach miasta, na terenach sandrowych, znajdują się jeziora, głównie rynnowe, otoczone znacznymi kompleksami leśnymi. W samej Iławie oprócz wspomnianego Jezioraka jest jeszcze kilkanaście mniejszych jezior (m.in. Mały Jeziorak, Iławskie, Dół). Jeziora i rzeki Pojezierza Iławskiego tworzą wraz z Kanałem Elbląskim szeroki system żeglugi śródlądowej, łączący okoliczne zbiorniki wodne. Kanał ten umożliwia dopłynięcie z Iławy aż do Morza Bałtyckiego.
W okolicy Iławy znajdują się m.in.:
- Park Krajobrazowy Pojezierza Iławskiego, posiadający status „Zielonych Płuc Polski”
  - rezerwat przyrody Czerwica
  - rezerwat przyrody Jezioro Gaudy
  - rezerwat przyrody Jezioro Jasne (przejrzystość wody do 15 m)
- rezerwat przyrody Jezioro Karaś, rezerwat przyrody chroniony konwencją ramsarską
- rezerwat przyrody Jezioro Iłgi

## Toponimia
Najstarsza forma nazwy Iławy to łacińskie Ylavia. Ta właśnie forma pojawiła się na dokumencie lokacyjnym z 1317 roku. W późniejszych dokumentach z 1333 oraz 1334 r. widnieje Ylav, natomiast w dokumencie z 1338 r. odmiana Ylau. W XV w. pojawiły się formy Ylow oraz Ylow Thethonicalis. W latach 1430 i 1438 dokumenty, które wystawił komtur dzierzgoński mówiły o Deutschen Ylaw. W latach 1443, 1457 oraz 1458 miasto nazwano Ylaw, a w 1456 r. przyjęła się forma Ilau, następnie w 1459 r. zmieniono ją na Eylaw. W 1457 r. używa się nazwy Deutze Eylau, a w 1468 r. jej innej formy Dwetsch Eylau. Między XVI a XVII w. występują nazwy Teutschen Eylau, Deutscheneylau oraz Theuto Ilavia. W XVIII w. przyjęto obowiązującą aż do 1933 r. formę Deutsch Eylau. 1 stycznia 1934 r. zmieniono nazwę na Stadt Deutsch Eylau (Stadt – pol. miasto), a od 1945 r. polska nazwa miasta to Iława, którą urzędowo zatwierdzono 19 maja 1946.

## Historia
Historia miasta Iława (niem. Deutsch Eylau) sięga roku 1305. W roku tym komtur krzyżacki z Dzierzgonia, Sieghond von Schwarzburg założył na półwyspie jeziora Jeziorak, w miejscu staropruskiej osady, nową osadę i nadał jej prawa miejskie. W 1317 przywilej miejski został odnowiony. W najstarszych dokumentach miasto występuje pod nazwami Ylawia (1317 r.), Ilow themptonikalis (1421 r.), Deutsch Ilow (1404 r.), Deutsch Ylaw (1421 r.), Ylow (1437).
Miasto było siedzibą urzędnika krzyżackiego podlegającego komturowi w Dzierzgoniu. W latach 1362–1363 miasto nawiedziła zaraza hamująca jego rozwój. W powstaniu 1454 r. Iławianie stanęli po stronie Związku Pruskiego dążącego do przejścia Prus spod rządów krzyżackich do polskich. Po przegranej bitwie pod Chojnicami Iława znalazła się w granicach Państwa Krzyżackiego. W wyniku wojny 13-letniej 1454–1466, Iława przez pewien czas znajdowała się w granicach lenna polskiego. W 1513 r. miasto stało się lennem biskupa pomezańskiego, a po jego śmierci w 1522 r. zastawione.

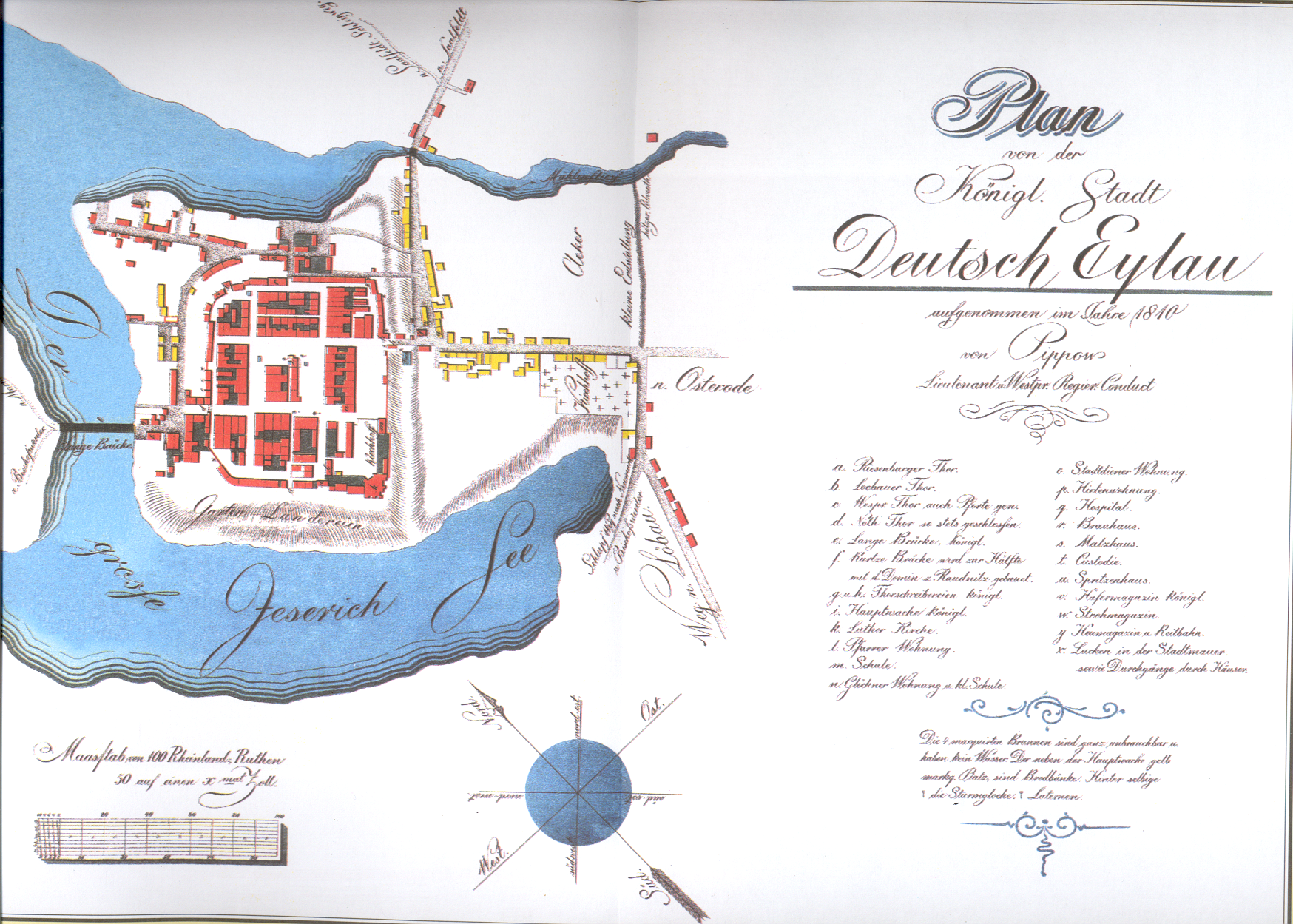
Plan Iławy z 1810 roku

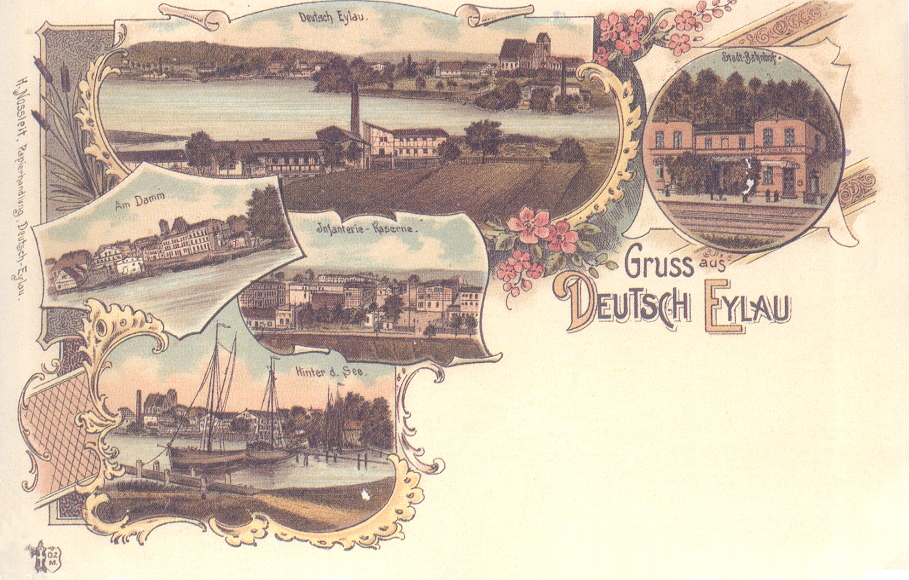
Widokówka z 1905 roku. „Pozdrowienia z Iławy!” – panorama miasta z widokiem na Kościół, jezioro Jeziorak, dworzec Iława Miasto, koszary, przystań

W 1520 r. miasto złożyło hołd królowi polskiemu Zygmuntowi Staremu, wkrótce później w 1525 roku Iława znalazła się w rękach Prus Książęcych. Po trwającym ponad wiek spokoju w mieście, podczas wojny polsko-szwedzkiej o ujście Wisły, mimo obrony przez kompanię kapitana Jakoba Morssa, miasto w 1628 roku zostało opanowane przez wojska szwedzkie. Podczas kolejnych wojen, działania wojenne szczęśliwie omijały Iławę. Została ona jedynie zajęta przez wojska brandenburskie. Po traktacie pokojowym w Oliwie w 1660 roku do miasta znów zagościł spokój. W 1706 r. praktycznie większość miasta została strawiona przez pożar. Ocalały jedynie kościół Przemienienia Pańskiego i kilka domów. W 1758 miasto zajmują Rosjanie. W wieku XVIII i XIX miasto stale się rozwijało. W 1860 r. Iława zyskała drogę wodną do Elbląga i Ostródy, a w 1876 roku również linie do Malborka i Gdańska. Wtedy również w Iławie umiejscowiono sąd obwodowy i urząd celny. Początek XX wieku oznaczał dalszy rozwój miasta, wybudowano ratusz (1912 r.), gazownię rozbudowaną w 1901 r. oraz wodociągi miejskie ukończone w 1903 r.
W 1920 r. odbył się tu plebiscyt mający zadecydować o przynależności Iławy. Za jej przynależnością do Prus opowiedziało się 95% głosujących. W latach trzydziestych, w wyniku likwidacji bezrobocia poprzez roboty publiczne, w Iławie popularność zyskała partia nazistowska NSDAP. Podczas II wojny światowej w Iławie mieściły się obóz pracy oraz obóz karny dla więźniów ze Sztumu. W 1944 r. zaczęto przygotowania do ewakuacji ludności. 22 stycznia 1945 r. do Iławy wkroczyły II oddziały Frontu Białoruskiego. W wyniku działań wojennych miasto zostało w znacznym stopniu zniszczone. Po wejściu do miasta Sowietów Iława była niszczona, a pozostałe maszyny i inne mienie wywożone do Związku Radzieckiego. W dawnym obozie pracy powstał obóz jeniecki, więźniów wykorzystywano do prac lokalnych, a także wywożono na roboty do Związku Radzieckiego.
Po wojnie Iława w 1945 r. została włączona do Polski, na te tereny zaczęli przybywać urzędnicy i osadnicy polscy. W 1948 r. wywieziono z Iławy większość ludności pochodzenia niemieckiego, pozostałych na tych terenach. Iława była i jest jednym z najbardziej rozwijających się miast w województwie warmińsko-mazurskim. W czasach Polski Ludowej w mieście powstały zakłady przemysłu ziemniaczanego, fabryka podzespołów samochodowych, tartak, zakłady prefabrykatów trzcinowych, betoniarnia, wytwórnia cegły silikatowej i zakłady młynarskie.
W latach 80. XX w. w iławskim zakładzie karnym byli internowani działacze Solidarności, m.in.: Antoni Macierewicz, Bronisław Geremek, Ryszard Kalinowski, Jan Samsonowicz, Tadeusz Syryjczyk, Tadeusz Witkowski.
W Iławie znajduje się Papieska Kalwaria Pojezierza Iławskiego, której stacje Drogi Krzyżowej w kształcie kajaków upamiętniają dwukrotny pobyt Karola Wojtyły nad Jeziorakiem, po którym przyszły Papież pływał kajakiem z młodzieżą. Iława leży na Drodze św. Jakuba (jednego z najważniejszych chrześcijańskich szlaków pielgrzymkowych na świecie) prowadzącym do Santiago de Compostella w Hiszpanii. W Iławie zaczyna się 17. etap Camino Polaco, jednego ze szlaków Drogi św. Jakuba.

## Architektura

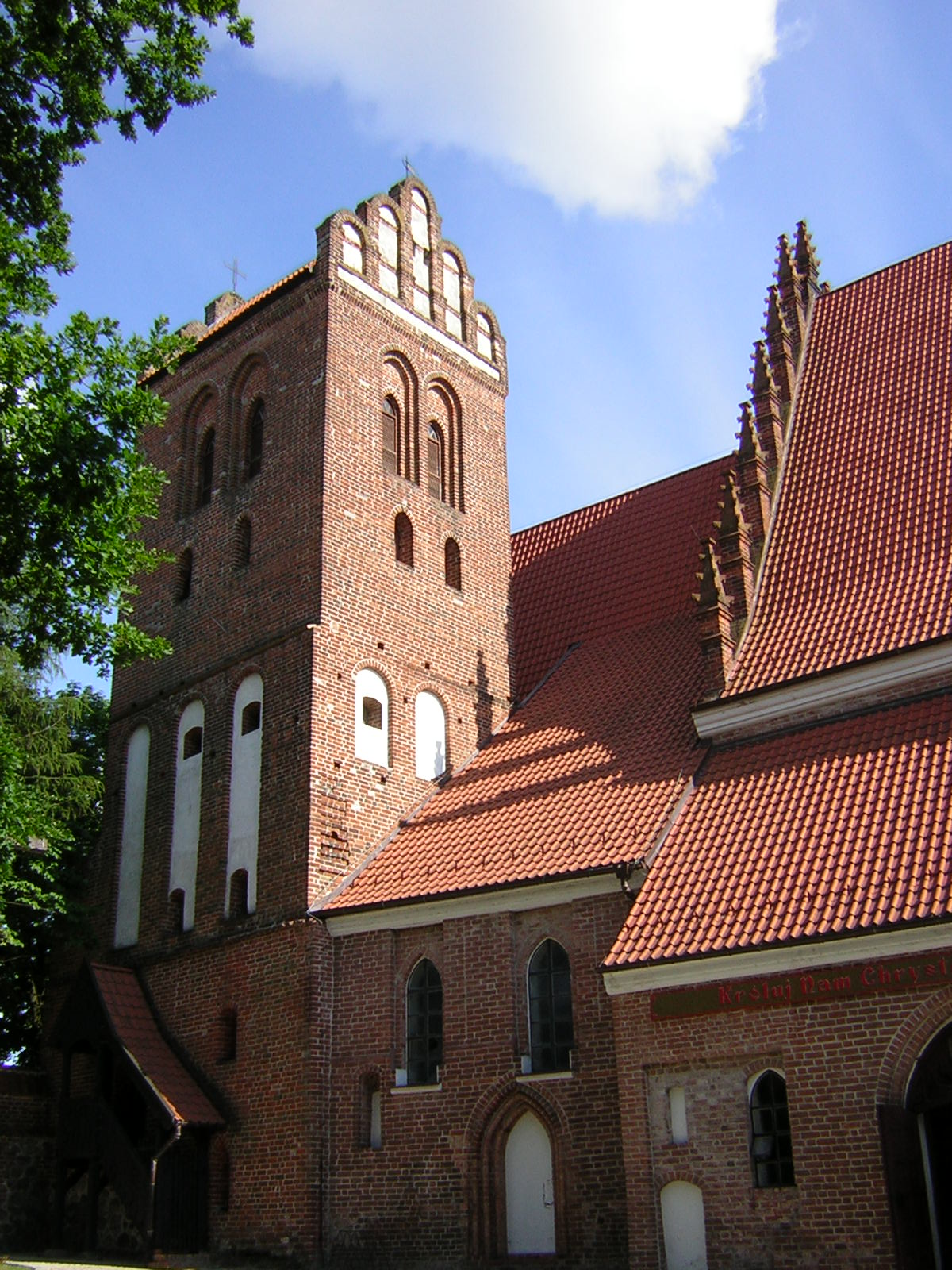
Kościół Przemienienia Pańskiego

### Zabytki
Podczas ostatniej wojny (a raczej tuż po niej, po wkroczeniu Armii Czerwonej) została zniszczona większa część zabudowy ówczesnej Iławy.

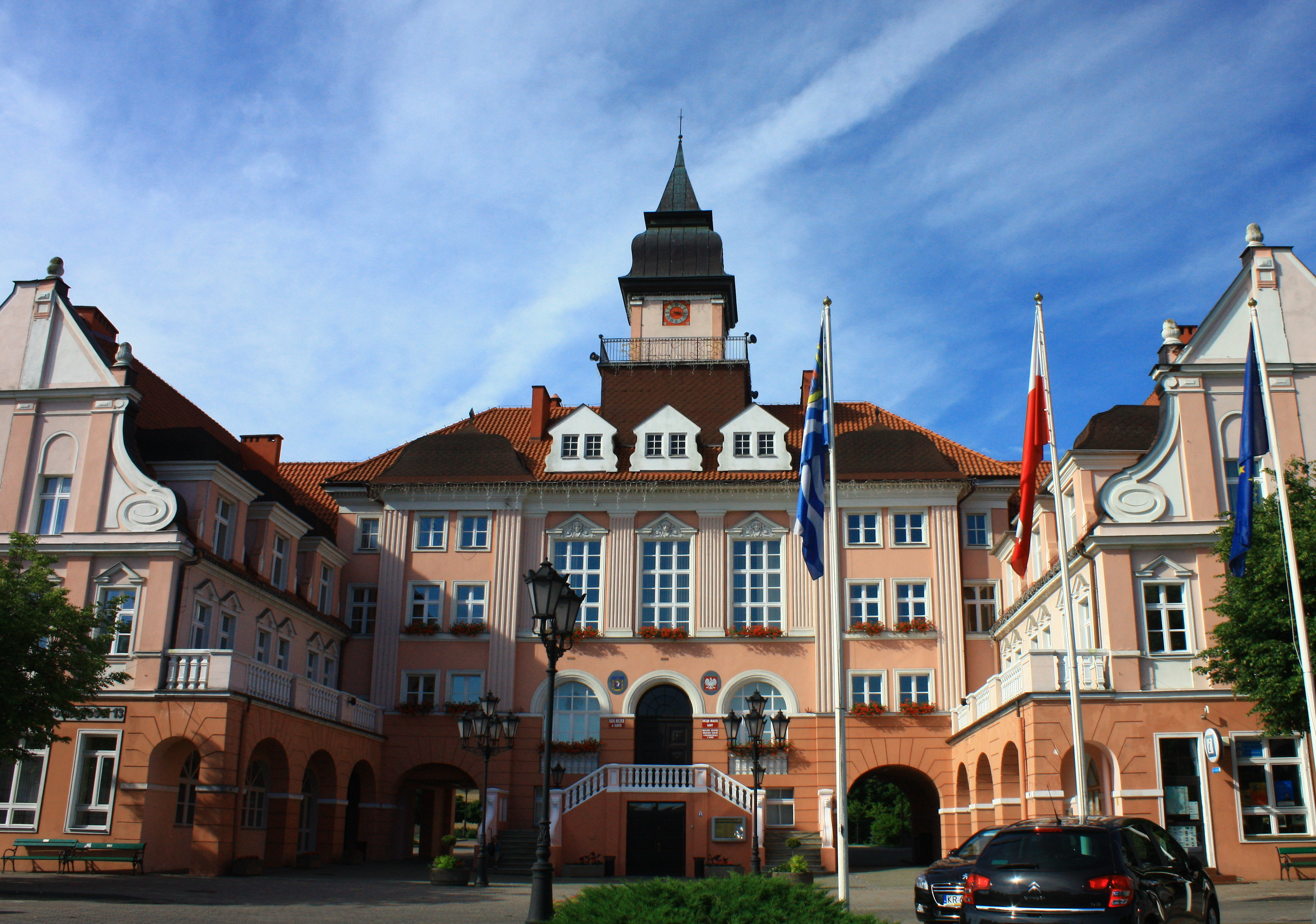
Ratusz miejski

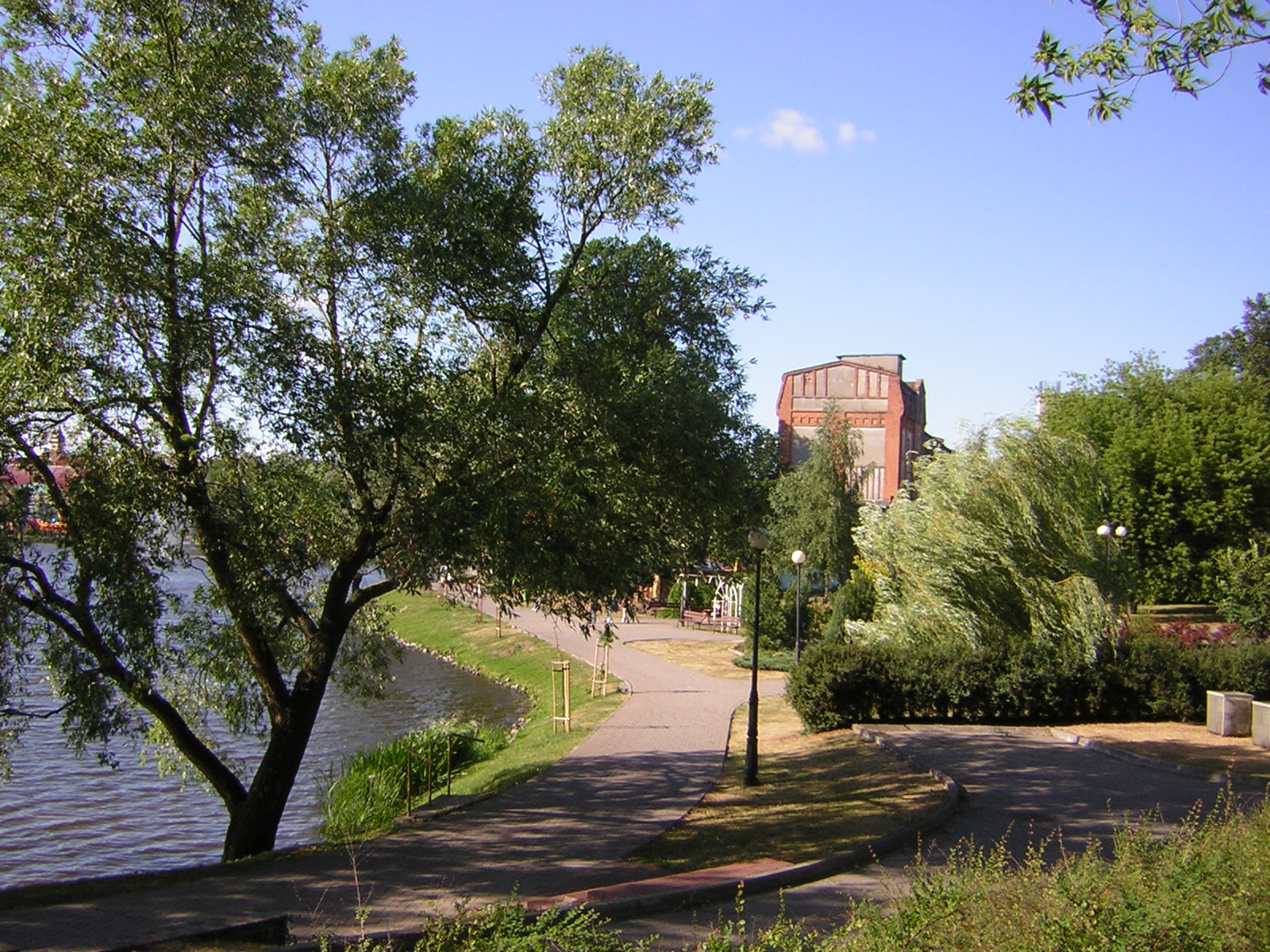
Jezioro Jeziorak i zabytkowy młyn elektryczny

Lista zabytków wpisanych do rejestru zabytków nieruchomych:
- układ urbanistyczny, nr rej.: 516 (I/8) z 30.12.1957,
- Kościół Niepokalanego Poczęcia NMP z 1933 r. przebudowany po 1945, nr rej.: A-4475 z 28.06.2007,
- Kościół Przemienienia Pańskiego, z 1 poł. XIV w., nr rej.: 134 z 16.09.1949,
- pozostałości murów obronnych z 1 poł. XV w., nr rej.: 590 z 7.03.1961,
- ratusz z końca XIX w., nr rej.: 1534 z 9.11.1994,
- budynek administracyjny d. rzeźni, ul. Dąbrowskiego 11, z 1905 r., nr rej.: A-4500 z 22.02.2008,
- budynek dworca kolejowego z 1905 r., nr rej.: A-2282 z 16.08.2006,
- zespół peronów z wiatami i tunelami, nr rej.: A-4578 z 31.08.2011,
- stajnia-wozownia, ul. Jana III Sobieskiego, z końca XIX w., nr rej.: 4281 z 11.10.1993,
- dawny budynek produkcyjny gazowni (obecnie cerkiew św. Jana Teologa), ul. Jagiellończyka, z 1899 r., przebudowany w 1910 r., nr rej.: 4299 z 2.11.1993,
- plebania, ul. Kościelna 1, z lat 1902–1903, nr rej.: A-4497,
- budynek szkoły (obecnie Szkoła Podstawowa nr 1), ul. Kościuszki 2, z 1899 r., nr rej.: 1538 z 18.03.1987,

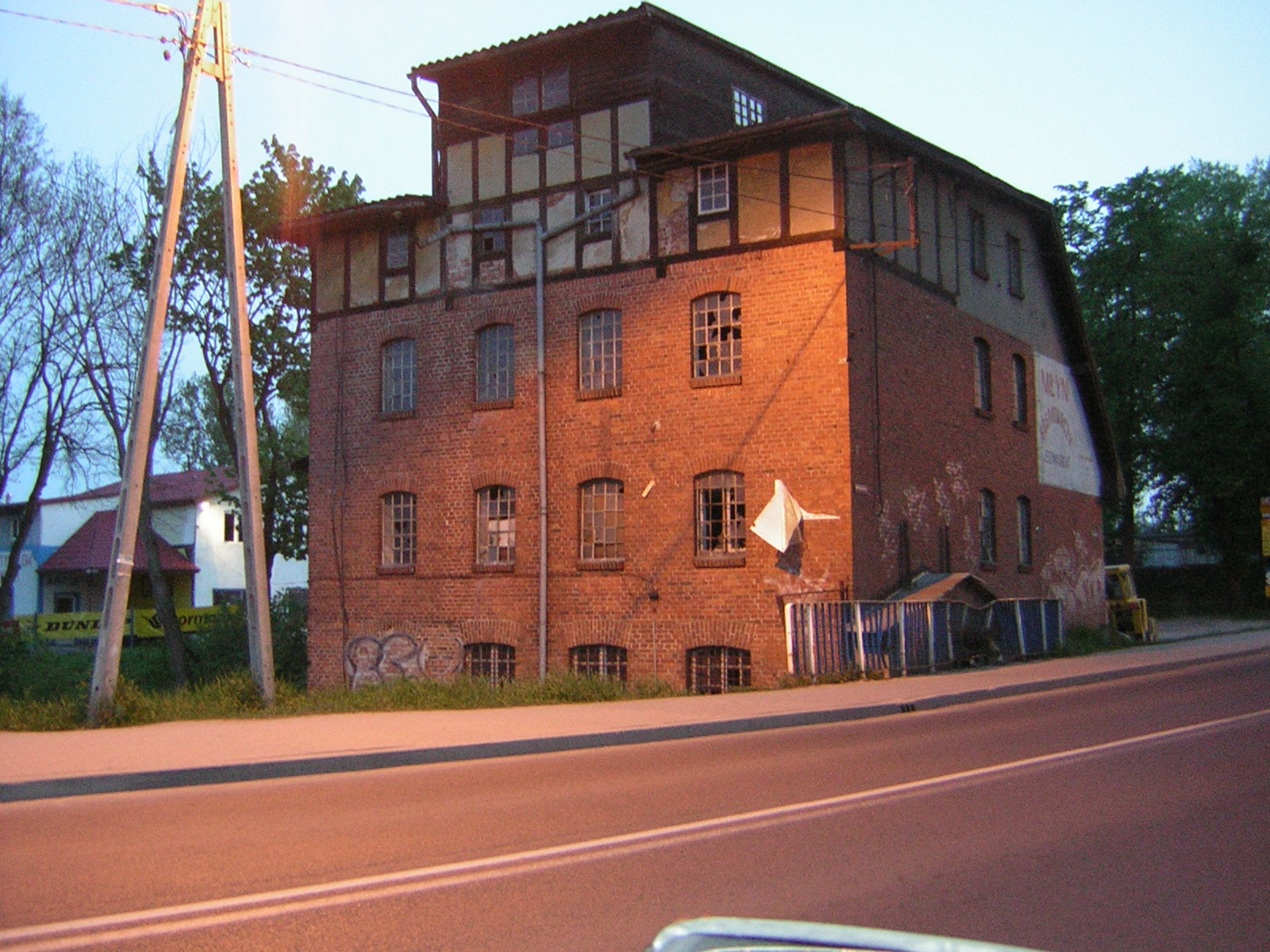
Zabytkowy młyn wodny na rzece Iławce

- dom, ul. Kościuszki 6, z 1910 r., nr rej.: 1540 z 18.03.1987,
- kamienica, ul. Kościuszki 14, z przełomu XIX/XX w., nr rej.: A-4358 z 17.11.2006,
- dom, ul. Kościuszki 15, z 3 ćw. XIX w., nr rej.: 1543 z 18.03.1987,
- kamienica z oficyną, ul. Kościuszki 27, z pocz. XX w., nr rej.: A-4356 z 17.11.2006,
- kamienica z oficynami, ul. Niepodległości 4, z ok. 1900 r., nr rej.: A-4502 z 22.02.2008,
- kamienica, ul. Niepodległości 4b, z 4 ćw. XIX w., nr rej.: 1547 z 18.03.1987,
- hala miejska (obecnie Kino Pasja), ul. Niepodległości 13b, z końca XIX w., przebudowany w 1920 r., nr rej.: A-1989 z 30.12.2002,
- willa, ul. Ostródzka 2, z końca XIX w., nr rej.: A-4501 z 22.02.2008,
- willa, ul. Sienkiewicza 10, z 4 ćw. XIX w., nr rej.: 1548 z 18.03.1987,
- budynek administracyjny Stacji Uzdatniania Wody, ul. Wodna 2, z 1903 r., nr rej.: A-4498 z 4.2.2008
- budynek dawnego magazynu Urzędu Prowiantowego, ul. Wyszyńskiego 31, wybudowany po 1880 r., nr rej.: A-4581 z 418.10.2011,
- wodociągowa wieża ciśnień, ul. 1 Maja, nr rej.: 1539 z 18.03.1987,
- wodociągowa wieża ciśnień, przed dworcem PKP, nr rej.: 1618 z 28.12.1998,
- wodociągowa wieża ciśnień, na terenie ZNTK, nr rej.: 1619 z 28.12.1998,
- dawny młyn wodny z budynkiem gospodarczo-mieszkalnym, ul. Kościuszki 24, z 1912 r., nr rej.: A-4596 z 17.07.2012. W 2020 roku młyn uległ częściowemu spaleniu[26],
- młyn (obecnie budynek usługowo-magazynowy), ul. Sobieskiego 12, z końca XIX w., nr rej.: A-4499 z 18.02.2008.

### Obiekty historyczne
- fosa miejska

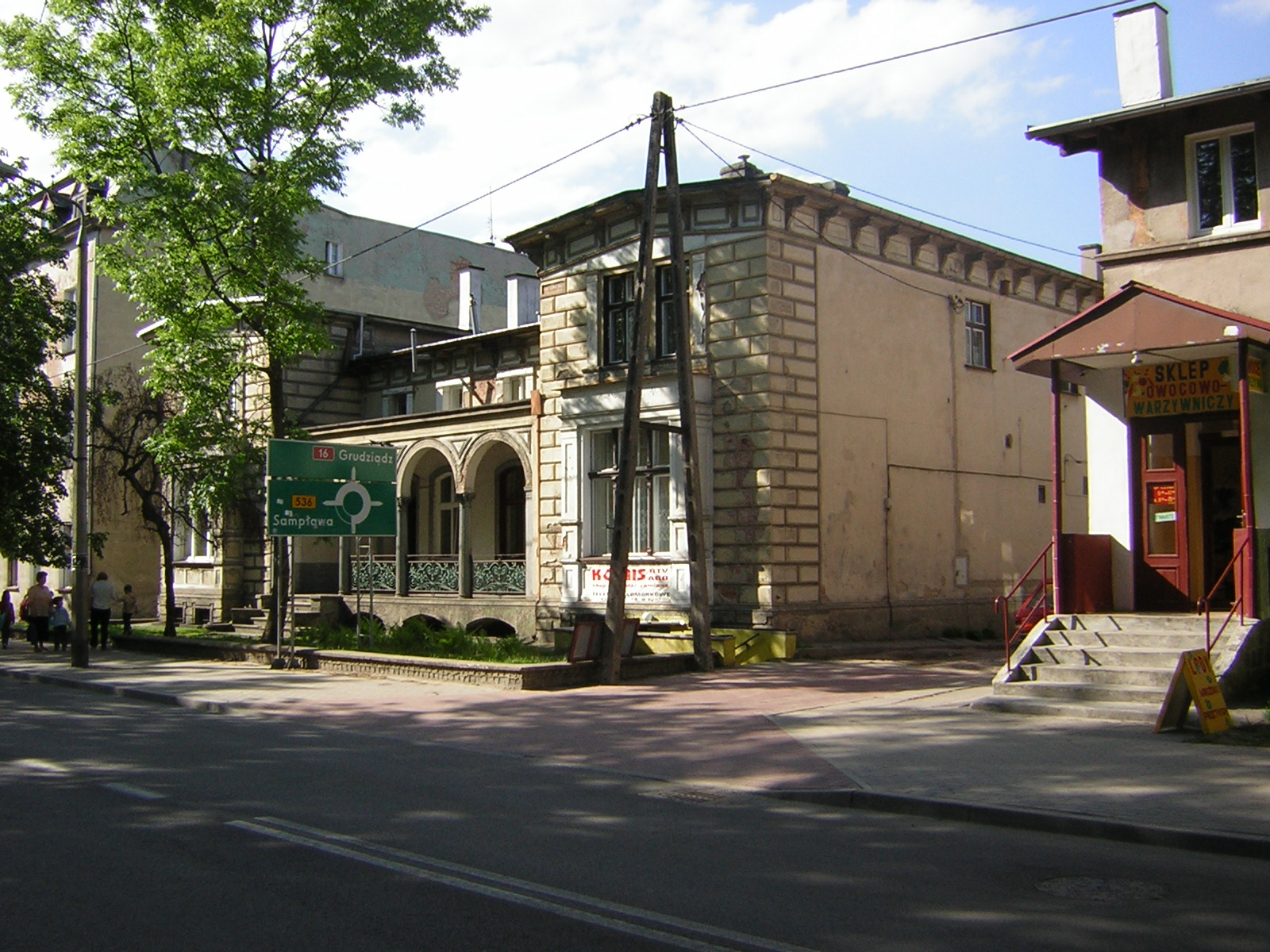
Neoklasycystyczno-secesyjny pałacyk w Iławie

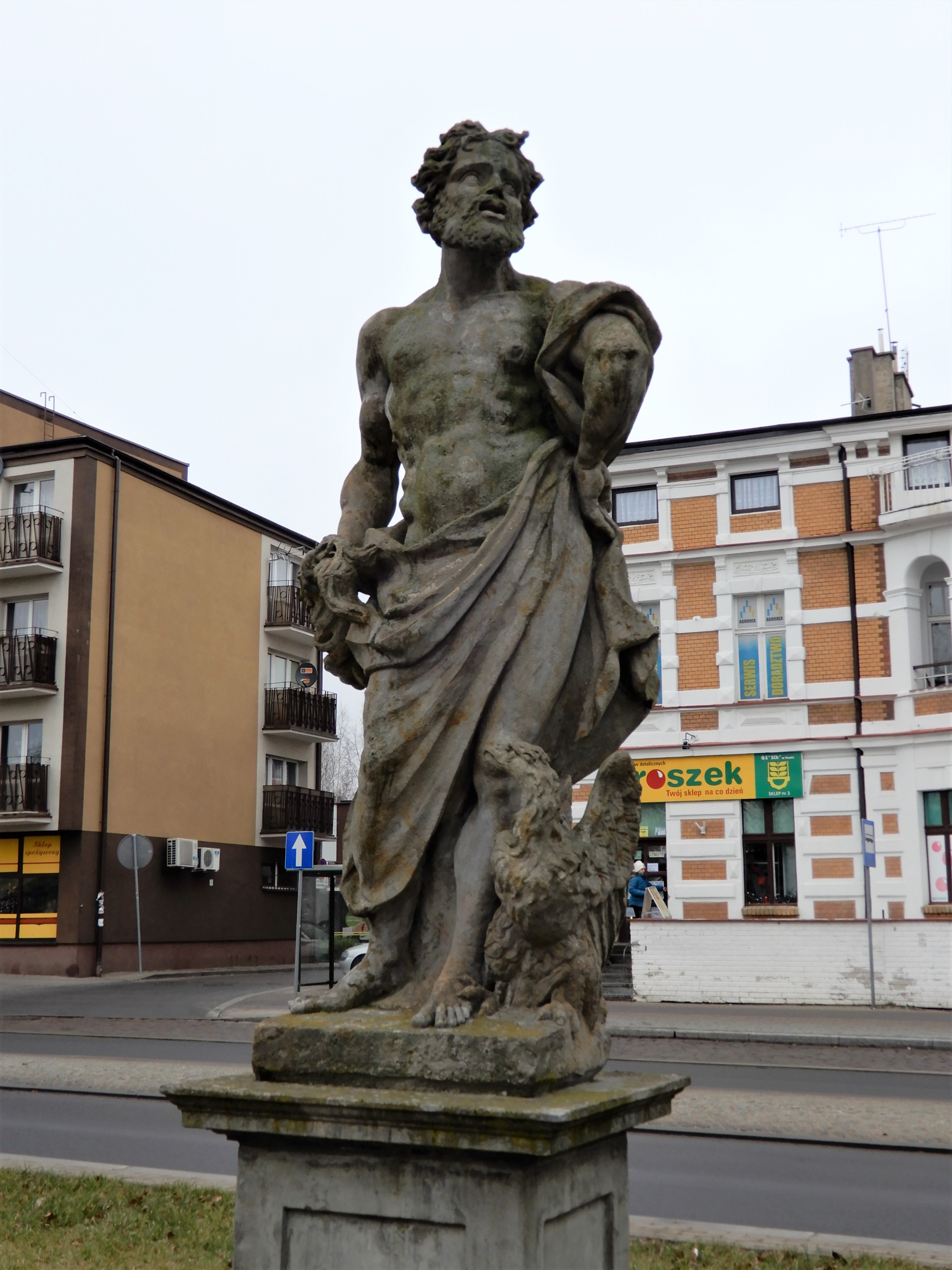
Jedna z barokowych rzeźb z pałacu w Kamieńcu

- młyn wodny (ul. Tadeusza Kościuszki)
- dworzec Iława Miasto z 1876 roku, przebudowany
- wille i kamienice eklektyczne, secesyjne
  - ul. Tadeusza Kościuszki
  - ul. Niepodległości
  - ul. Henryka Sienkiewicza
  - ul. Królowej Jadwigi
- willa Waldrausch (ul. Henryka Sienkiewicza 28) zbudowana w 1898 roku; obecnie siedziba Państwowego Gospodarstwa Rybackiego
- neogotyckie budynki Iławskich Wodociągów
- wieża ciśnień z 1871 r.
- młyn elektryczny (ul. Jana III Sobieskiego) z XIX w.
- relikty staropruskiego grodu z ok. X–XIII w. na wyspie Wielka Żuława
- pałacyk neoklasycystyczno-secesyjny (ul. Tadeusza Kościuszki 27)
- jaz piętrzący
- 4 barokowe rzeźby: Jowisz, Junona, Meduza i Herkules z 1. połowy XVIII wieku, przywiezione z pałacu w Kamieńcu w 1976 roku, obecnie ustawione w parku miejskim wzdłuż ul. Niepodległości
- brama prabucka

## Demografia
Według danych z 1 stycznia 2009 r. powierzchnia miasta wynosi 21,88 km², lokując miasto na trzeciej pozycji w woj. warmińsko-mazurskim. Jest także piątym pod względem liczby mieszkańców miastem w województwie.
Dane z 30 czerwca 2009:
| Opis                              | Ogółem | Ogółem | Kobiety | Kobiety | Mężczyźni | Mężczyźni |
| --------------------------------- | ------ | ------ | ------- | ------- | --------- | --------- |
| Jednostka                         | osób   | %      | osób    | %       | osób      | %         |
| Populacja                         | 32 349 | 100    | 16 975  | 52,2    | 15 516    | 47,8      |
| Gęstość zaludnienia [mieszk./km²] | 1485   | 1485   | 775,8   | 775,8   | 709,1     | 709,1     |

Według danych z 30 czerwca 2008 miasto miało 33 775 mieszkańców.
- Piramida wieku mieszkańców Iławy w 2016 roku[29]Piramida wieku Iława 2016

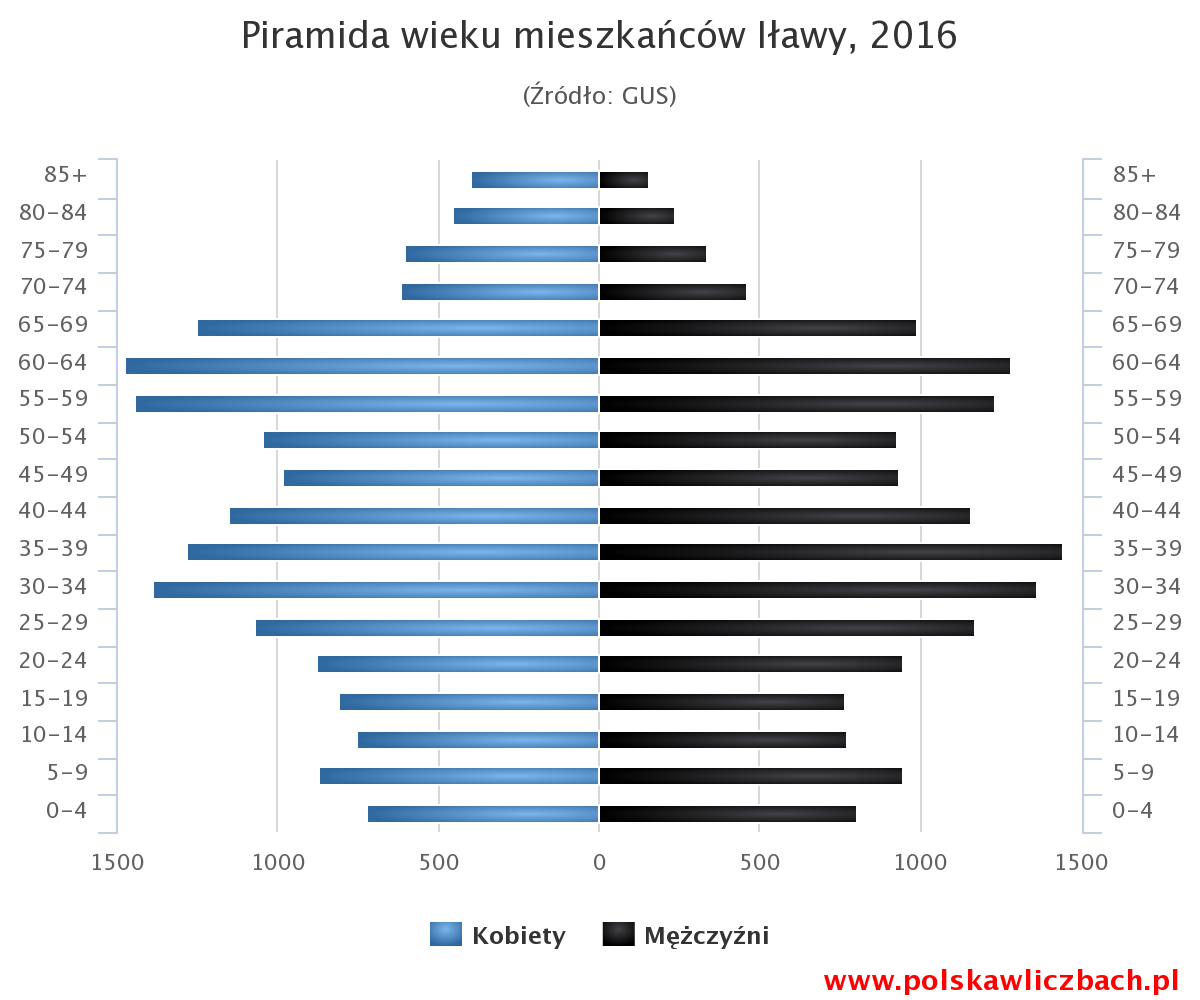
Piramida wieku Iława 2016

## Gospodarka[30]
W powiecie iławskim jest drugie co do wielkości, najniższe bezrobocie w województwie warmińsko-mazurskim (5,8%) zaraz po powiecie grodzkim Olsztyn (5,1%) – dane na koniec sierpnia 2016 roku. W Iławie znajduje się podstrefa Warmińsko-Mazurskiej Specjalnej Strefy Ekonomicznej.
Najwięcej jednostek działało w sekcji „handel hurtowy i detaliczny, naprawa pojazdów samochodowych włączając motocykle”, a następnie w sekcjach: „budownictwo”, „rolnictwo, łowiectwo i leśnictwo” (108), „przetwórstwo przemysłowe” (104), „transport i gospodarka magazynowa”.
Wśród przetwórstwa przemysłowego na pierwszej pozycji są podmioty zajmujące się produkcją wyrobów z drewna oraz produkcją mebli, a następnie produkcją metalowych wyrobów gotowych.

### Podstawowe gałęzie gospodarki w gminie Iława
- Rolnictwo (szczególnie chów i hodowla zwierząt, przede wszystkim drobiu),
- Przetwórstwo przemysłowe (szczególnie produkcja wyrobów z drewna i produkcja mebli, produkcja artykułów spożywczych, produkcja wyrobów perfumeryjno-kosmetycznych),
- Turystyka.

#### Sektory wysokiej szansy
- Meblarstwo
- Turystyka
- Przetwórstwo rolno-spożywcze
- Drobiarstwo
- Centra logistyczne

#### Najważniejsze firmy zlokalizowane na terenie gminy (i w bezpośrednim sąsiedztwie)
- URODA Polska Sp. z o.o. (dawniej Bi-es) w Kamieniu Dużym – producent kosmetyków;
- Warmińsko-Mazurski Klaster Meblowy w Smolnikach – podstrefa Warmińsko-Mazurskiej Specjalnej Strefy Ekonomicznej;
- „DREW-GÓR” Sp. z o.o. w Karasiu – producent drzwi drewnianych;
- Barton w Karasiu – producent surowców do przemysłu spożywczego;
- Ośrodek Hodowli Indyków we Frednowach, filia INDYKPOL S.A.;
- Wylęgarnia Indyków Nord-Pol Hatchery „GERCZAK”;
- INDOOR Group Ltd Sp. z.o.o. w Kamieniu Dużym – wyposażenie ferm drobiarskich;
- Mazurskie Centrum Aktywnego Wypoczynku Gerczak w Jażdżówkach;
- DWS Stradomno – serwis turbin wiatrowych;
- Mlekovita S.A. w Lubawie – hodowcy bydła mlecznego Gminy Iława należą do głównych dostawców surowca;
- Animex S.A. w Iławie – mięso indycze;
- Szynaka – Meble Iława – firmy kooperujące z terenu Gminy Iława.

## Transport

Mapa obrazująca sieć dróg, linii kolejowych oraz szlaków wodnych w Iławie

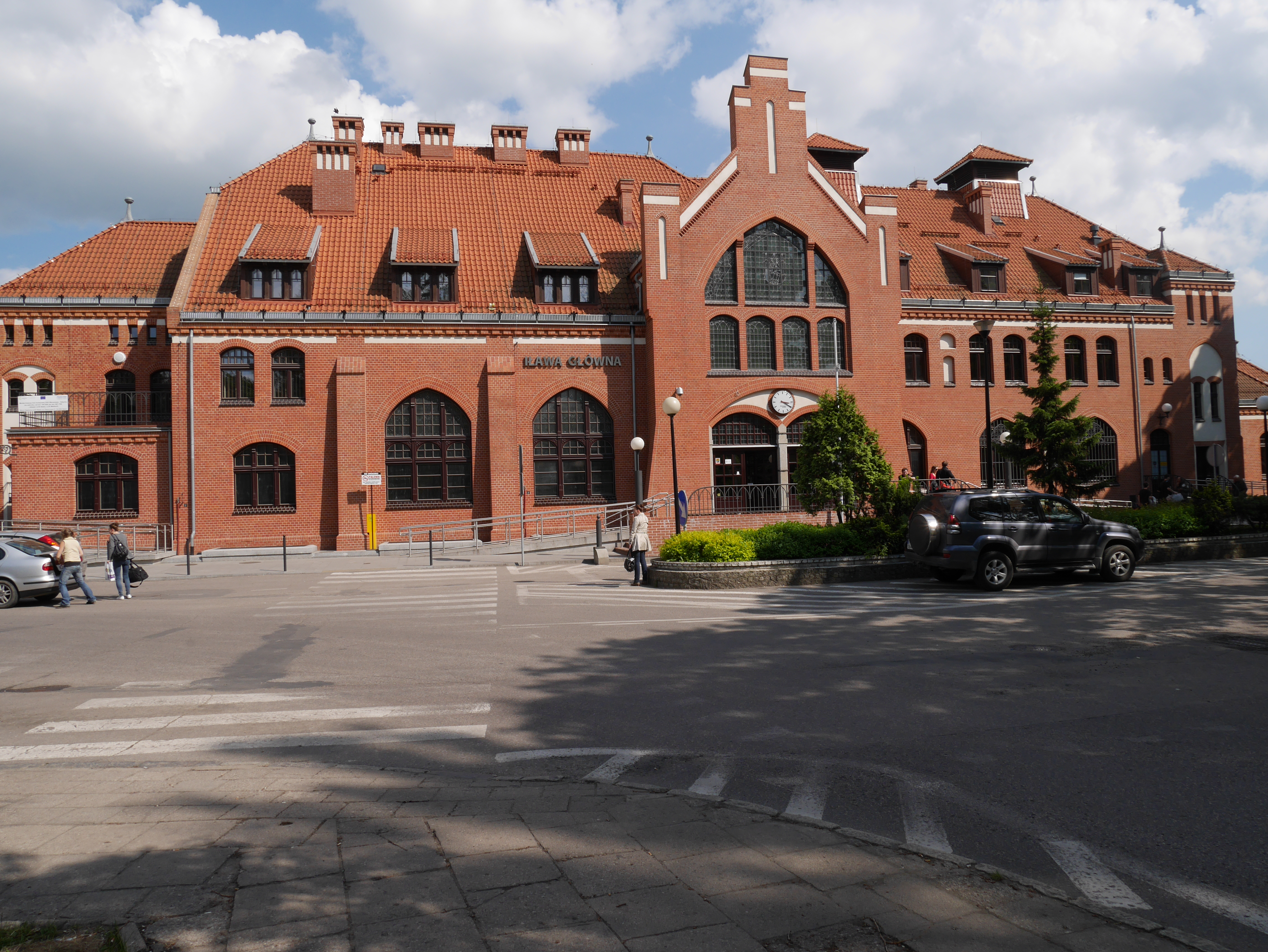
Dworzec Iława Główna

### Transport drogowy
Miasto stanowi węzeł drogowy województwa warmińsko-mazurskiego. Krzyżują się w nim następujące drogi krajowe i wojewódzkie:
- droga krajowa nr 16 relacji Dolna Grupa – Grudziądz – Iława – Olsztyn – Augustów
- droga wojewódzka nr 521 relacji Iława – Prabuty – Kwidzyn
- droga wojewódzka nr 536 relacji Iława – Lubawa

Iławscy przewoźnicy
- PKS Iława – przedsiębiorstwo obsługujące komunikację regionalną i dalekobieżną[32]
- ZKM Iława – zakład obsługujący komunikację miejską[33]

### Transport kolejowy
Iława jest ważnym węzłem kolejowym w Polsce, tylko tu na terenie województwa warmińsko-mazurskiego zatrzymuje się pociąg Pendolino. Miasto posiada połączenia kolejowe z wieloma miastami:
- Iława – Warszawa – Kraków – Przemyśl (najdłuższe połączenie bezpośrednie)
- Iława – Gdańsk – Słupsk – Koszalin – Szczecin
- Iława – Toruń – Poznań – Wrocław
- Iława – Olsztyn – Ełk – Białystok
- Iława – Brodnica (linia nieczynna)
- Iława – Zajączkowo Lubawskie – Lubawa (linia nieczynna)

W mieście istnieją dwa dworce kolejowe:
- Iława Główna – pociągi Regio (R), Twoje Linie Kolejowe (TLK), Intercity (IC), Express Intercity (EIC), Express InterCity Premium (EIP)
- Iława Miasto – pociągi Regio (R)

### Transport śródlądowy
- Miejski tramwaj wodny „Ilavia” – rejsy spacerowe i czarterowe po Jezioraku[35]
- Żegluga Ostródzko-Elbląska – rejsy spacerowe statkiem „Bocian po Jezioraku (Port Iława – Sarnówek – Port Iława)[36]
- Prom międzybrzegowy – przeprawa na Wielką Żuławę[37]

## Oświata

### Szkoły podstawowe
- Szkoła Podstawowa nr 1 im. Mikołaja Kopernika
- Szkoła Podstawowa Nr 2 z Oddziałami Integracyjnymi im. Marii Konopnickiej
- Szkoła Podstawowa Nr 3 z Oddziałami Integracyjnymi im. Polskich Olimpijczyków
- Szkoła Podstawowa Nr 4 im. Polskich Podróżników
- Szkoła Podstawowa Nr 5 z Oddziałami Integracyjnymi im. Polskich Noblistów
- ZPS-W Szkoła Podstawowa Specjalna
- Szkoła Podstawowa w CKU nr 1

### Szkoły ponadpodstawowe i ponadgimnazjalne

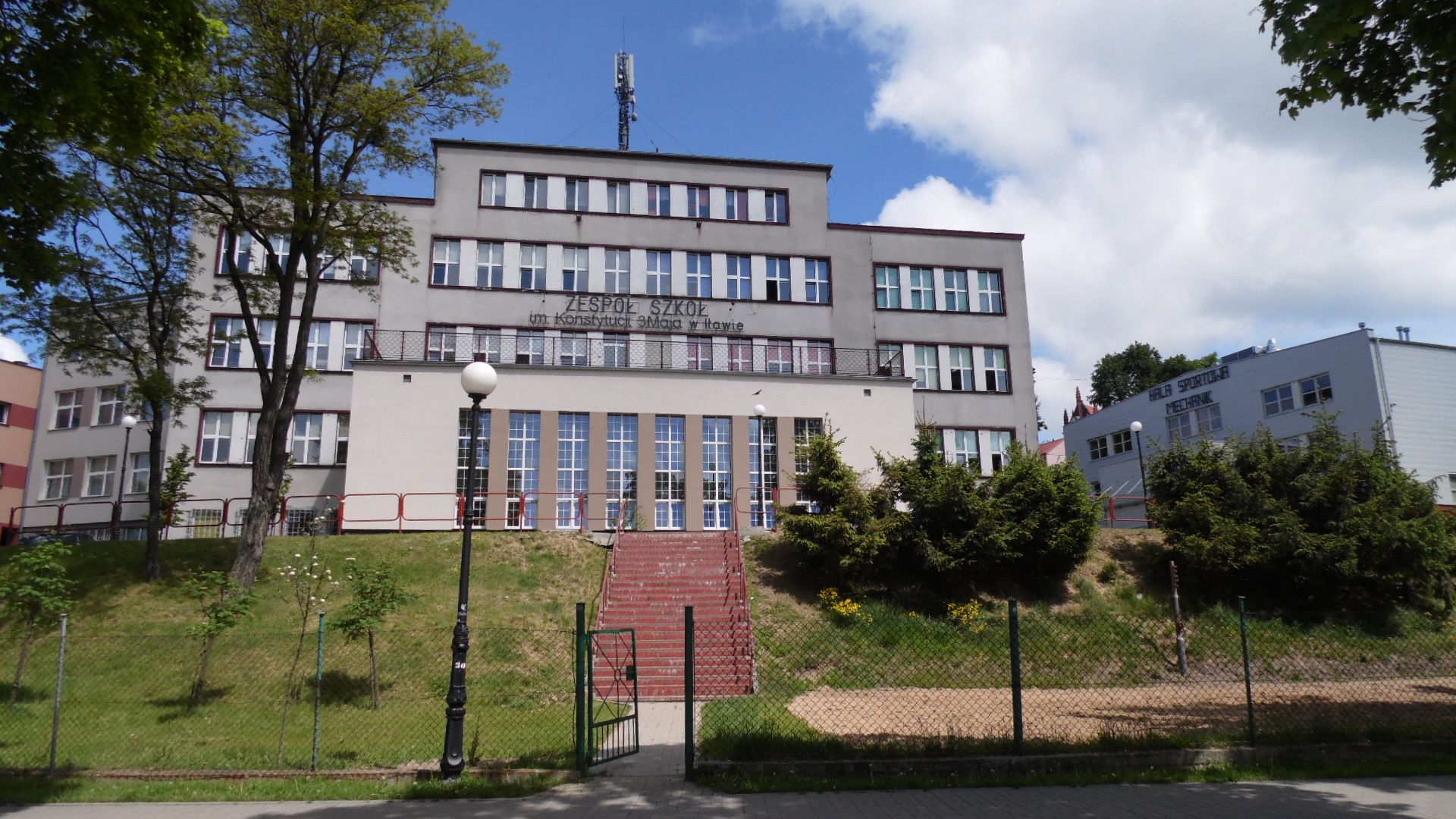
Zespół Szkół im. Konstytucji 3 Maja

- Zespół Szkół Ogólnokształcących im. Stefana Żeromskiego
- Zespół Szkół im. Bohaterów Września 1939 Roku
- Zespół Szkół im. Konstytucji 3 Maja
- Specjalny Ośrodek Szkolno-Wychowawczy
- Centrum Edukacji
- Centrum Edukacji Dorosłych „Alfa”
- Centrum Edukacji Zawodowej
- CKU nr 1 (w Zakładzie Karnym)
- Liceum dla dorosłych „Eduma”

### Uczelnie
- filia Szkoły Wyższej im. Pawła Włodkowica w Płocku
- Politechnika Gdańska – Ośrodek Doświadczalny Wydziału Oceanotechniki i Okrętownictwa w Iławie
- Uniwersytet Mikołaja Kopernika w Toruniu – Zakład Hydrobiologii (Stacja Limnologiczna) w Iławie
- Akademia Morska w Gdyni – Badawczo-Szkoleniowy Ośrodek Manewrowania Statkami (Szkoła Kapitanów) w Iławie
- Uniwersytet Kazimierza Wielkiego w Bydgoszczy – Nauczycielskie Kolegium Języków Obcych w Iławie

### Szkoły artystyczne
- Państwowa Szkoła Muzyczna I stopnia im. Tadeusza Bairda

## Kultura

### Życie kulturalne

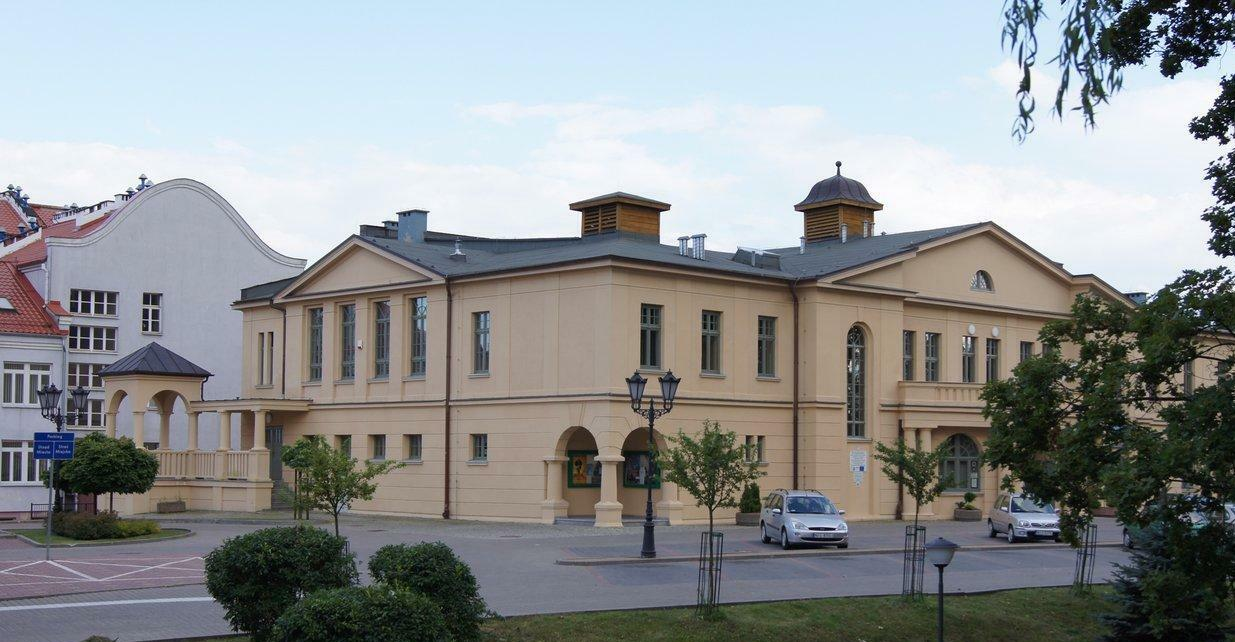
Kino-Teatr Pasja

Świętem Miasta jest 11 czerwca, upamiętniający lokację Iławy w 1305 roku.
Większości imprez kulturalnych w mieście patronuje Iławskie Centrum Kultury. Przy ICK działa kinoteatr „Pasja”, w ramach którego działa DKF „Kadr”.
W Iławie działają Miejska Biblioteka Publiczna, a także Powiatowa Biblioteka Pedagogiczna wchodząca w skład Powiatowego Centrum Rozwoju Edukacji w Iławie oraz filia Warmińsko-Mazurskiej Biblioteki Pedagogicznej im. Karola Wojtyły w Elblągu. W mieście znajduje się kilka galerii sztuki.

### Festiwale
- Open Air MayDay Lead Festiwal[44]
- Międzynarodowy Festiwal Jazzu Tradycyjnego „Złota Tarka” (najstarszy festiwal jazzu tradycyjnego w Europie)[45]
- Letnie Impresje Teatralne[44]
- Jeziorak Szanty[46]
- Międzynarodowy Festiwal Muzyki Klasycznej „Viva Musica”[44]
- Fama Rock Festiwal[47]
- Festiwal muzyki hip-hop i rap – Park Jam[48]
- Soundlake Festival

### Muzea
- Żeglarska Izba Pamięci[49]
- Muzeum Motoryzacji i Wojskowości[50]
- Muzeum Grafiki „Mon petit Louvre”[51]

### Media lokalne

#### Prasa lokalna
- Kurier Iławski (tygodnik)
- Gazeta Iławska, dodatek tygodniowy do Gazety Olsztyńskiej (tygodnik)
- Życie Regionu (tygodnik)
- Panorama Regionu (miesięcznik)[52]
- Powiat Iławski – Miesięcznik Regionalny[53]
- Uroczysko – gazeta dla dzieci i młodzieży wydawana przez Zespół Parków Krajobrazowych Pojezierza Iławskiego i Wzgórz Dylewskich, ukazująca się trzy razy w roku[54]

#### Telewizja
- Iławska Telewizja Internetowa ilawatv.pl

#### Radio
- Radio Eska Iława
- Meloradio

#### Lokalne serwisy internetowe
- miastoilawa.pl
- ilawa.wm.pl
- powiatilawski.pl
- ilawa.naszemiasto.pl
- infoilawa.pl
- ilawa.dlawas.info
- eska.pl/ilawa

### Iława w kulturze
W 1974 r. na wyspie Wielka Żuława nagrywano film Gniazdo w reżyserii Jana Rybkowskiego, opowiadający o pierwszych latach państwa polskiego. W Iławie i nad Jeziorakiem rozgrywała się akcja dwóch przygód „Pana Samochodzika” – Nowe przygody Pana Samochodzika oraz Pan Samochodzik i złota rękawica autorstwa Zbigniewa Nienackiego. W listopadzie 1995 r. Volker Schlöndorff (twórca m.in. „Blaszanego bębenka”) nakręcił sceny do swojego filmu Król olch z Johnem Malkovichem w ruinach zamku w Szymbarku (8 km od Iławy). W 1989 roku został nagrany przez TVP film dokumentalny Krwawa Iława o iławskim zakładzie karnym słynącym z buntów, pacyfikacji i samookaleczeń, a także z pobicia internowanych wiosną 1982 roku.

## Administracja i polityka

### Samorząd
Iława ma status gminy miejskiej. Mieszkańcy Iławy wybierają do swojej Rady Miejskiej 21 radnych. Organem wykonawczym władz jest burmistrz. Siedzibą władz miasta jest Urząd Miasta mieszczący się w miejskim ratuszu przy ul. Niepodległości.
W 2018 burmistrzem miasta został Dawid Kopaczewski.
Miasto jest siedzibą Starostwa powiatu iławskiego. W mieście znajduje się także siedziba wiejskiej gminy Iława.
Mieszkańcy Iławy wybierają posłów na Sejm RP z okręgu wyborczego nr 34 (Elbląg).

## Osiedla w Iławie

Podział administracyjny Iławy

- Stare Miasto
- Centrum
- Ostródzkie
- Piastowskie
- Młodych
- Kormoran
- Lipowy Dwór
- Gajerek
- Podleśne
- XXX-lecia
- Dzielnica Przemysłowa
- Lubawskie
- Kopernika
- Nowy Świat
- Słoneczne
- Marina Iława
- Wojska Polskiego
- Sobieskiego
- Dąbrowskiego

## Wspólnoty wyznaniowe

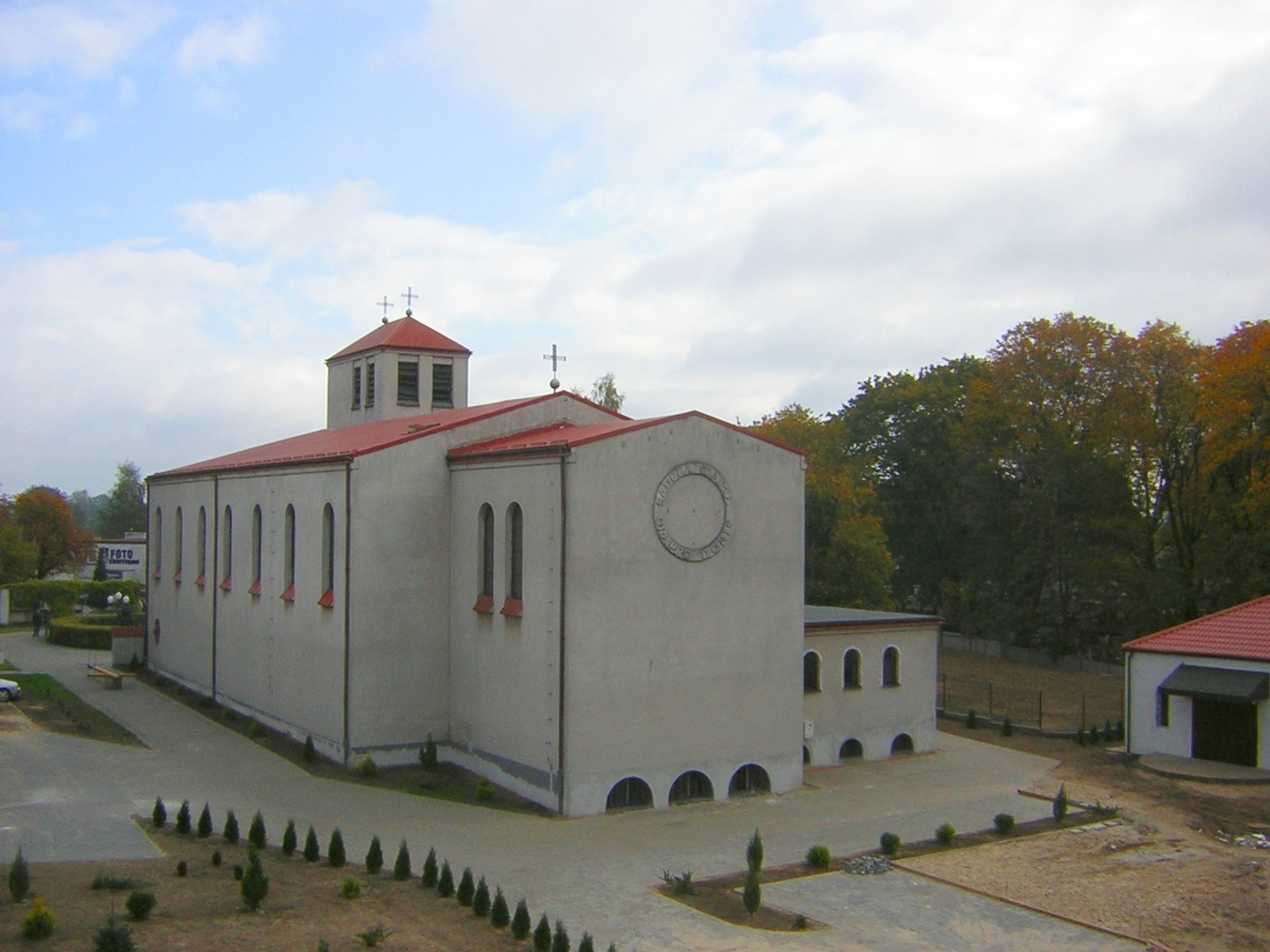
Kościół pw. Niepokalanego Poczęcia NMP

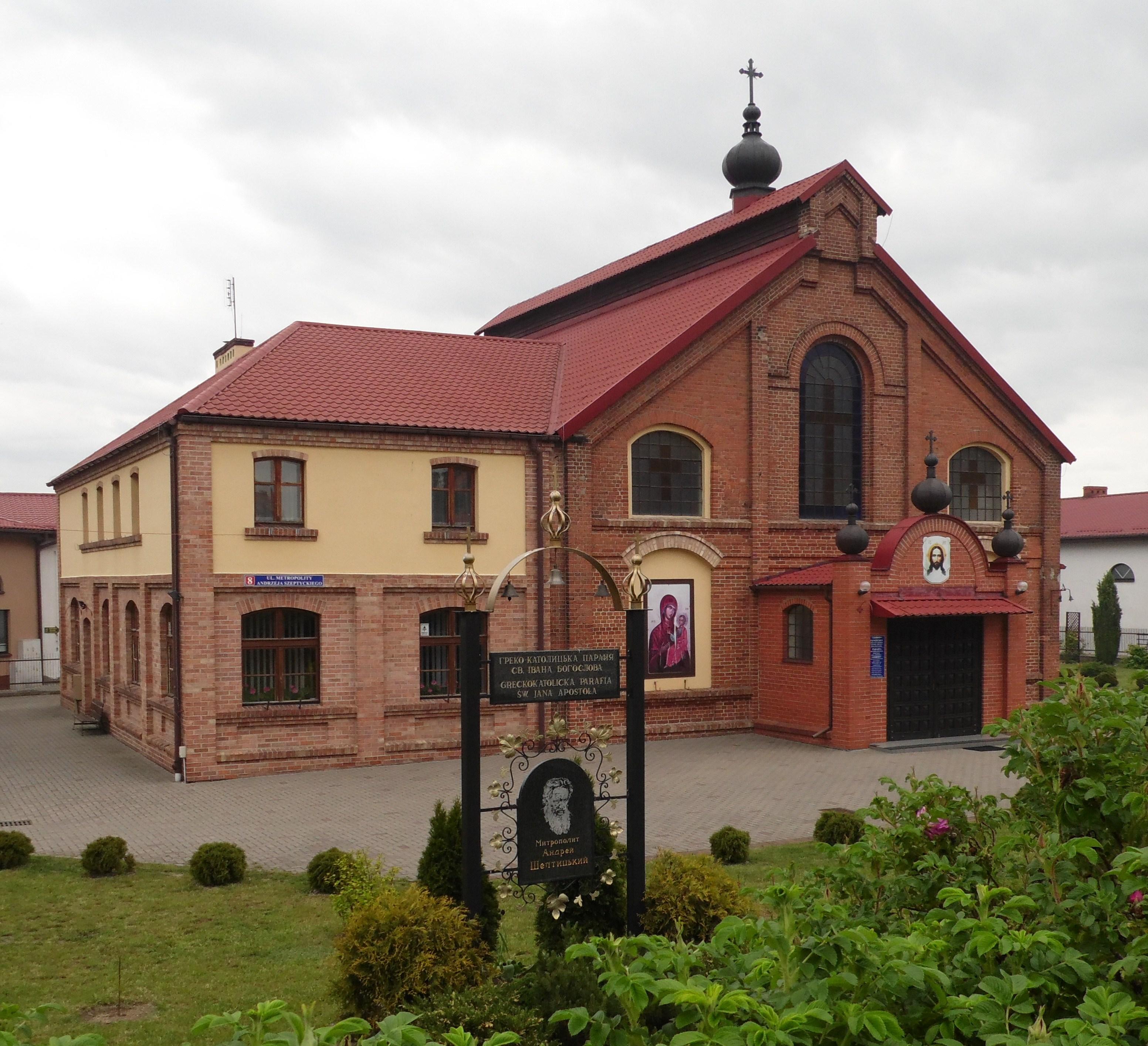
Cerkiew św. Jana Teologa

- Kościół rzymskokatolicki[61]:
  - parafia Chrystusa Króla Wszechświata
  - parafia Niepokalanego Poczęcia Najświętszej Maryi Panny
  - parafia Przemienienia Pańskiego
  - parafia św. Andrzeja Boboli
  - parafia św. Brata Alberta
- Kościół greckokatolicki:
  - parafia św. Jana Apostoła[62]
- Protestantyzm:
  - Zbór Kościoła Adwentystów Dnia Siódmego[63]
  - Zbór Kościoła Bożego w Chrystusie[64]
  - placówka Kościoła Chrześcijan Baptystów[65]
  - parafia Ewangelicko-Metodystyczna Miłości Bożej[66]
  - filiał Iława Parafii Ewangelicko-Augsburskiej w Ostródzie[67]
  - Zbór „Betezda” Kościoła Zielonoświątkowego[68]
- Świadkowie Jehowy:
  - Sala Królestwa[69]
  - zbór Iława-Wschód
  - zbór Iława-Zachód

## Sport i rekreacja

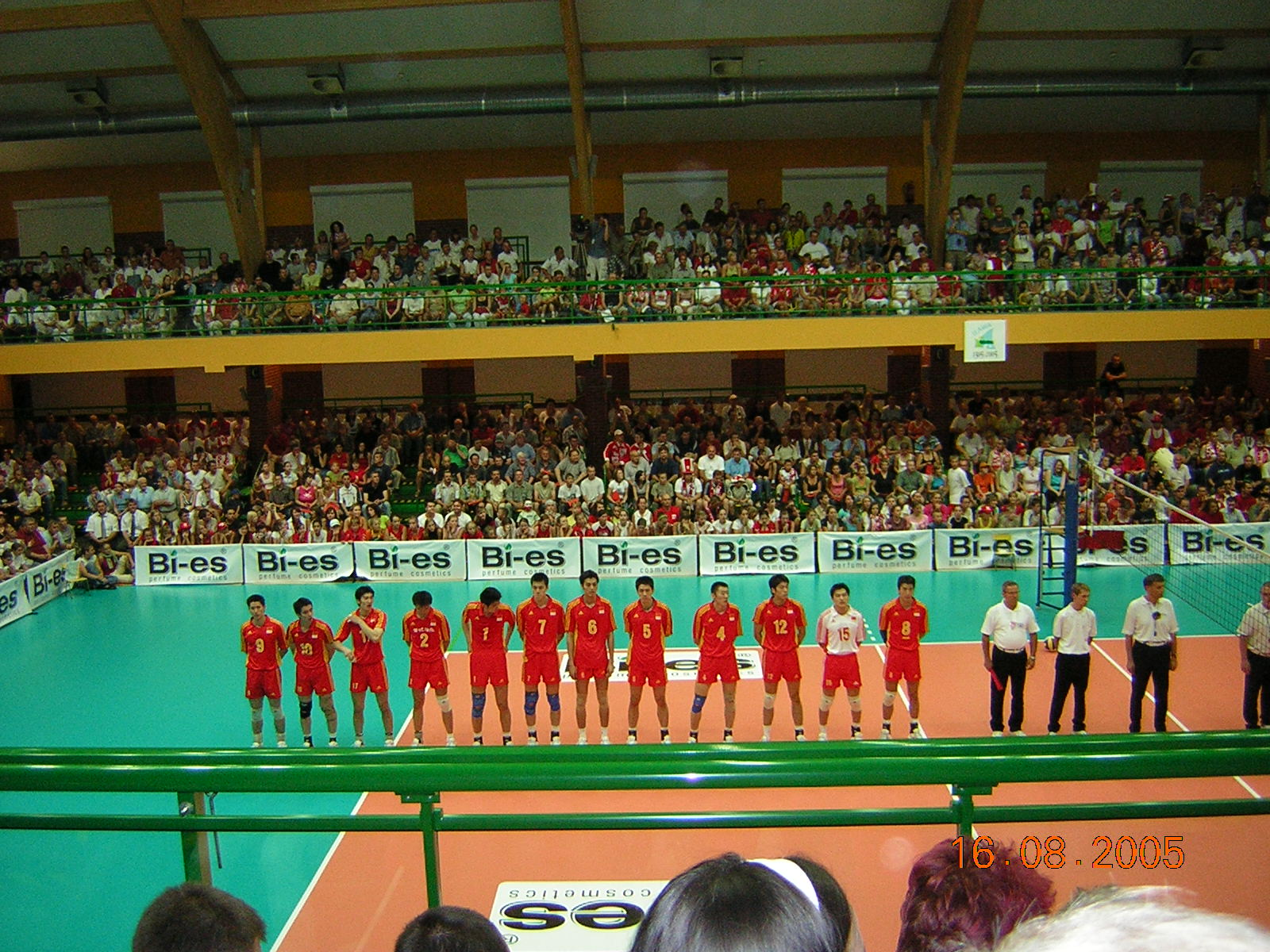
Memoriał Huberta Wagnera 18 sierpnia 2005 r. w hali sportowo-widowiskowej

Iława jest ośrodkiem sportów wodnych. W mieście działa wiele przystani jachtowych, wypożyczalni sprzętu wodnego i rowerów. Miasto posiada stadion sportowy, halę widowiskowo-sportową, basen sportowy (Centrum Rekreacyjno-Sportowe), kręgielnię, tor do ekstremalnej jazdy rowerowej Pumptrack, skatepark, kryte lodowisko, miasteczko ruchu drogowego, 2 plaże strzeżone, 3 boiska Orlik, tor motocrossowo-rowerowo-przeprawowy, strzelnicę leśną, tor wioślarski, pole do mini-golfa, a także kilka siłowni. 18 listopada 1992 roku na Stadionie Miejskim w Iławie odbył się towarzyski mecz piłkarski Polska–Łotwa. W Iławie działa Iławskie Centrum Sportu Turystyki i Rekreacji, które wspiera działalność różnych sekcji sportowych.

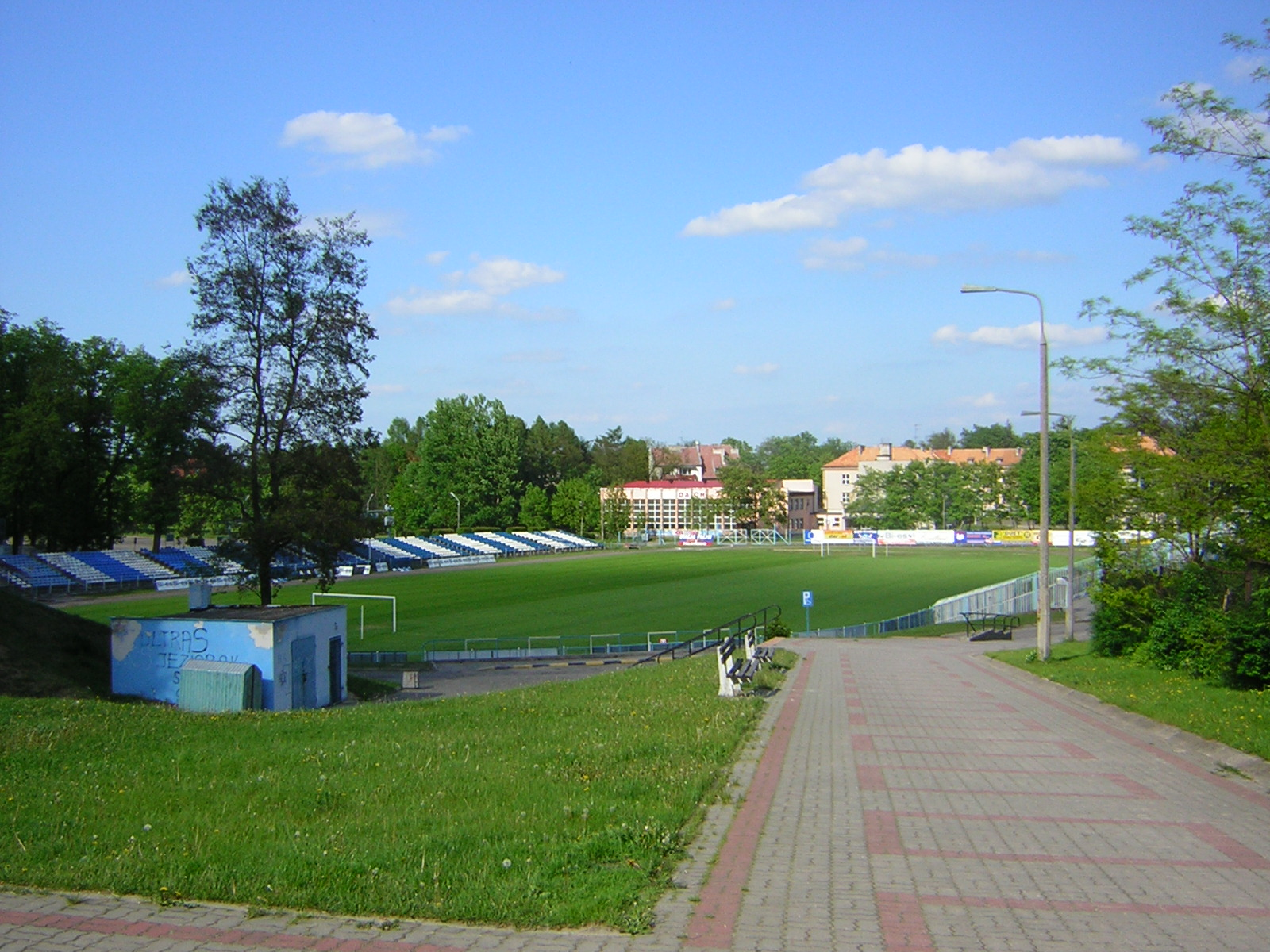
Stadion Miejski w Iławie

W mieście istnieje klub sportowy Jeziorak Iława, składający się z kilku sekcji, m.in. piłki nożnej, piłki ręcznej, tenisa stołowego i taekwondo. Ponadto w Iławie istnieją lokalne kluby, instytucje i stowarzyszenia skupiające osoby uprawiające m.in. sztuki walki, wioślarstwo, siatkówkę, tenis ziemny, lekkoatletykę, pływanie, strzelectwo i kolarstwo.
W Iławie działa hufiec Związku Harcerstwa Polskiego. W ramach hufca działają dwie drużyny wielopoziomowe, trzy drużyny wędrowników (16–21 lat), jedna drużyna harcerzy starszych (13–16 lat), cztery drużyny harcerzy (19–13 lat) i cztery drużyny zuchów.

## Szlaki turystyczne

### Szlaki piesze[73]
- Szlak żółty (28,3 km): z Iławy do Samborowa wzdłuż jeziora Jeziorak
- Szlak niebieski (26 km): z Iławy przez Sarnówek do Siemian wzdłuż jeziora Jeziorak
- Szlak zielony (41,3 km): z Iławy do Kamieńca
- Leśna ścieżka dydaktyczna „Jasne”
- Leśna ścieżka dydaktyczna „Silm”

### Szlaki rowerowe[74]
- Szlak czerwony (ok. 60 km): z Iławy na północny wschód do Jezierzyc oraz na zachód do Kisielic
- Szlak niebieski (ok. 60 km): z Iławy do Zalewa wzdłuż jezior Gil Mały, Gil Wielki i Jeziorak
- Szlak zielony (ok. 137 km): z Iławy do Elbląga wzdłuż Kanału Elbląskiego
- Szlak żółty (dł. 131 km): z Gorynia do Elbląga wzdłuż Kanału Elbląskiego

### Szlaki kajakowe[75]
- Szlak kajakowy im. Jana Pawła II – Ostróda – Miłomłyn – Siemiany – Gizerek – IŁAWA[218]
- Szlak kajakowy Stare Jabłonki – Miłomłyn – IŁAWA (dł. 63,4 km) – Stare Jabłonki – J. Szeląg M. – J. Szeląg W. – J. Pauzeńskie – Ostróda – J. Drwęckie – K. Elbląski – Miłomłyn – K. Iławski – J. Jeziorak – Chmielówka – Makowo – Szałkowo – IŁAWA
- Szlak kajakowy IŁAWA – Stare Jabłonki (dł. 73,3 km) – IŁAWA – Iławka – Drwęca – J. Drwęckie – Ostróda – J. Pauzeńskie – J. Szeląg W.i M. – S. Jabłonki
- Szlak kajakowy IŁAWA – IŁAWA (dł. 136,7 km) – Rz. Iławka – Rz. Drwęca – J. Drwęckie – Ostróda – J. Szeląg Wielki – J. Szeląg M.- Stare

Jabłonki – K. Elbląski – Miłomłyn – K. Iławski – J. Dauby – J. Jeziorak – IŁAWA
- Szlak kajakowy tzw. pętla toruńska (dł. 483 km) – IŁAWA – Iławka – Drwęca – Toruń – Bratian – NML – Kurzętnik – Brodnica – Golub -Dobrzyń – Lubicz – Toruń – Wisła – Elbląg – Chełmno – Świecie – Grudziądz – Gniew – Biała Góra – Rz. Nogat – Malbork – K. Jagielloński – Elbląg – K. Elbląski – Jeziorak – IŁAWA

### Szlaki żeglarskie[75]
- Szlak Kanału Iławskiego i Elbląskiego – IŁAWA – Makowo – Zatoka Kraga – Jezioro Dauby – Jezioro Karnickie – Miłomłyn – K. Elbląski – J. Drwęckie[219]
- Szlak Jeziora Jeziorak i Płaskiego – IŁAWA – Siemiany – Jerzwałd
- Szlak Jeziora Jeziorak i Ewingi – IŁAWA – Siemiany – Matyty – Dobrzyki – Zalewo
- Szlak Kanału Iławskiego i Kanału Elbląskiego – IŁAWA – Makowo – Zat. Kraga – K. Iławski – Miłomłyn – K. Elbląski

## Miasta partnerskie

Mapa Europy z zaznaczonymi miastami partnerskimi Iławy

| Miasto   | Państwo  | Data podpisania umowy |
| -------- | -------- | --------------------- |
| Gargždai | Litwa    | 30.05.1998            |
| Herborn  | Niemcy   | 21.11.1998            |
| Tholen   | Holandia | 1.06.1994             |

## Honorowi obywatele Iławy[76]
- Andrzej Drzycimski
- Ralph Demuth
- Henk van der Munnik
- Roman Młyniec
- Mieczysław Hoffman
- Jan Kozłowski
- Henryk Majewski
- Stanisław Achremczyk
- Jacek Protas
- Hans Benner
- Willem Nuis
- Lech Kobyliński[77]
- Bronisław Jastrzębski[78]

## Zasłużeni obywatele Iławy
- Bernard Czarnecki – uchwała MRN nr XV/51/80 z dnia 30.05.1980 r.
- Stanisław Hertel – uchwała MRN nr XV/51/80 z dnia 30.05.1980 r.
- Dzierżawski Józef – uchwała MRN nr XV/51/80 z dnia 30.05.1980 r.
- Erwin Jan Vetter – uchwała MRN nr XV/51/80 z dnia 30.05.1980 r.
- Marian Szczypiński – uchwała MRN nr XXI/103/88 z dnia 22.01.1988 r.
- Franciszek Stanibuła – uchwała MRN nr XXI/103/88 z dnia 22.01.1988 r.
- Helena Czapik – uchwała MRN nr XXI/103/88 z dnia 22.01.1988 r.
- Jan Kowalski – uchwała MRN nr XXI/103/88 z dnia 22.01.1988 r.
- Franciszek Radzanowski – uchwała MRN nr XXI/103/88 z dnia 22.01.1988 r.
- Urszula Heród – uchwała MRN nr XXI/103/88 z dnia 22.01.1988 r.
- Sabina Kopczyńska – uchwała MRN nr XXI/103/88 z dnia 22.01.1988 r.
- Józef Świniarski – uchwała MRN nr XXI/103/88 z dnia 22.01.1988 r.
- Jan Rabczyński – uchwała MRN nr XXI/103/88 z dnia 22.01.1988 r.
- Leon Rzeziński – uchwała MRN nr XXI/103/88 z dnia 22.01.1988 r.
- Werbiński Maciej – uchwała MRN nr V/20/89 z dnia 23.02.1989 r.
- Pydyniak Zygmunt – uchwała MRN nr V/20/89 z dnia 23.02.1989 r.
- Podgórski Leonard – uchwała MRN nr V/20/89 z dnia 23.02.1989 r.
- Kędzior Ryszard – uchwała MRN nr V/20/89 z dnia 23.02.1989 r.
- Gerc Jan – uchwała MRN nr V/20/89 z dnia 23.02.1989 r.
- Adamek Dominik – uchwała MRN nr V/20/89 z dnia 23.02.1989 r.
- Borkowski Jan – uchwała MRN nr V/20/89 z dnia 23.02.1989 r.
- Kumórek Stanisław – uchwała MRN nr VIII/42/89 z dnia 28.12.1989 r.
- Krajewski Mieczysław – uchwała MRN nr VIII/42/89 z dnia 28.12.1989 r.
- Głowacki Czesław – uchwała MRN nr VIII/42/89 z dnia 28.12.1989 r.
- Dolewski Bronisław – uchwała MRN nr VIII/42/89 z dnia 28.12.1989 r.
- Czerny Mikołaj – uchwała MRN nr VIII/42/89 z dnia 28.12.1989 r.
- Aleksander Łapuć – uchwała nr XXX/X/372/1/98 z dnia 16.04.1998 r.
- Ryszard Laskowski – uchwała nr XXX/X/372/1/98 z dnia 16.04.1998 r.
- Janusz Lipski – uchwała nr XIII/123/99 z dnia 30.09.1999 r.
- Antoni Gierszewski – uchwała nr XIII/124/99 z dnia 30.09.1999 r. (pośmiertnie)
- ks. Lucjan Antoni Gellert – uchwała nr VIII/81/2003 z dnia 29.04.2003 r.
- Bogdan Olkowski – uchwała nr XXXIII/372/2005 z dnia 25.05.2005 r.
- Mieczysław Smarzyński – uchwała nr XXXIII/372/2005 z dnia 25.05.2005 r.
- Heronim Baczewski – uchwała nr XXXIII/372/2005 z dnia 25.05.2005 r.
- O. Mieczysław Niepiekło – uchwała nr XXXIV/482/09 z dnia 25.03.2009 r.
- Stanisław Siłka – uchwała nr XLIII/557/09 z dnia 12.11.2009 r.
- Witold Krauze – uchwała nr LI/557/10 z dnia 26.05.2010 r.
- Honorata Cybula – uchwała nr X/112/11 z dnia 29.06.2011 r.
- Jan Kamiński – uchwała nr XII/86/15 z dnia 22 czerwca 2015 r.
- Roman Przybyła – uchwała nr XIII/108/15 z dnia 31 sierpnia 2015 r.
- Andrzej Gralak – uchwała nr XIII/110/15 z dnia 31 sierpnia 2015 r.
- Aleksander Mądry – uchwała z XIII/109/15 z dnia 31 sierpnia 2015 r.
- Mieczysław Pietroczuk – uchwała nr XXVIII/252/16 z dnia 29 sierpnia 2016 r.
- Paweł Hofman – uchwała nr XXVII/253/16 z dnia 29 sierpnia 2016 r.
- Stanisław Suchwałko – uchwała nr XLIV/374/17 z dnia 28 sierpnia 2017 r. (pośmiertnie)
- Irena Nowicka – uchwała nr XLIX/422/17 z dnia 29 grudnia 2017 r.
- Stanisław Piasek – uchwała nr LIV/473/18 z dnia 21 maja 2018 r.